# Землетрясение в Армении (1679)
Землетрясение 1679 года в Армении (Гарнийское землетрясение, Ереванское землетрясение) — мощное землетрясение, произошедшее 4 июня 1679 года в окрестностях Эривани (тогда в составе Персидской империи). Его эпицентр находился около села Гарни. Магнитуда землетрясения составляла 6,4 (по другим данным — 8). Мощность толчков достигала 9-10 баллов. Оно считается одним из самых мощных землетрясений в истории Армении.
Были разрушены населённые пункты Норк, Канакер, Норагавит, Норагюх, Дзорагюх, часть из которых ныне находится в черте Еревана. Находившееся в эпицентре селение Гарни, было полностью уничтожено. В селении Канакер погибло 1228 человек.
Землетрясение разрушило множество зданий. В Эривани были разрушены многие историческое строения, среди которых Эриванская крепость, церкви Погос-Петрос, Катогике, Зоравор, Сурб Ованес Мкртич и Гефсиманская часовня. Был разрушен языческий храм Гарни I в. н. э. Среди многих церквей и монастырей, которые были обращены в руины, были монастырь Авуц Тар, монастырь Святого Саргиса в селе Уши, монастырь Ованаванк, монастырь Гегард и монастырь Хор Вирап.
Позднее эти события нашли отражение в творчестве немецкой группы Einsturzende Neubauten в песне под названием «Armenia».
Историк Закария Канакерци так описывал это землетрясение:
В 1128 (1679) году 4 июня разразился гнев Божий над страной Араратской, ибо с гневом призрил Господь-Бог на свои творения. Во вторник, после Вознесения, в седьмом часу дня загрохотала внезапно земля, словно гром, а после грохота начала страшно трястись. Вся земля Араратская дрожала и колебалась… Это землетрясение, которое пришло со стороны Гарни, разрушило все строения и красивые жилища, и монастыри, и церкви. Вот церкви, которые были разрушены: Ахчоцванк, Айриванк, Авуц-Тар, Трдатакерт, Хорвирап, Джрвез, Дзагаванк, три церкви в Эривани, церкви в Норагавите, Норагюхе, Дзорагюхе, Норке, Гамрезе…